# ستانلي برارد
ستانلي برارد (بالهولندية: Stanley Brard)‏ هو مدرب كرة قدم ولاعب كرة قدم هولندي في مركز ظهير ‏، ولد في 24 أكتوبر 1958 في لاهاي في هولندا. لعب مع آر كي سي فالفيك وفاينورد.